# Kotoučová řezačka
Kotoučové řezačky na textilie jsou používány zejména tam, kde je třeba přesných, delších, zároveň však rychlých řezů a přířezů materiálu ve vyšší vrstvě. Tyto frézy jsou vybaveny posuvnou základnou frézy, která zajišťuje snadný pohyb frézy po stole. Tato podstava je při řezu zakryta materiálem, jede tedy pod ním. 

## Základní členění

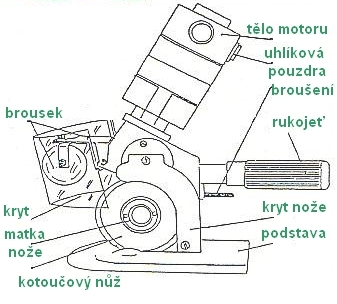
Kotoučová ruční řezačka na textilie

1. kotoučové řezačky s jednostranně broušeným nožem
2. kotoučové řezačky s dvojstranně broušeným nožem
3. kotoučové řezačky s kulatým nožem
4. kotoučové řezačky s vícehranným nožem

### Kotoučové řezačky s jednostranně broušeným nožem
Tyto řezačky využívají pro řez jednostranně broušených nožů. Funkce jejich řezu je zajištěna pomocí protiostří umístěného na podstavě řezačky. Protiostří je pružinový nebo jinak napínaný segment, který je přitlačován na hranu nože pod určitým, přesným úhlem. U tohoto typu řezaček je použito pouze jednoho brousku, který dobrušuje úhel nože v opozici protiostří. Protiostří zajišťuje také ideální zaleštění rovné plochy nože. U tohoto typu řezaček dochází k řezu v místě kde se dotýká kotoučový nůž s protiostřím. Jedním z mnoha zástupců této kategorie je např. řezačka KM RS 100.

### Kotoučové řezačky s dvojstranně broušeným nožem

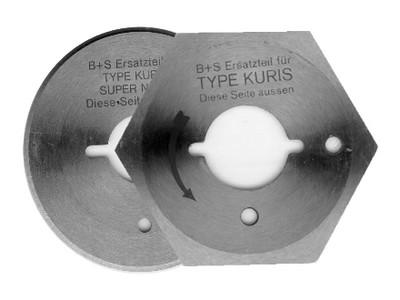
Nože pro ruční kotoučové řezačky na textilie

Tyto řezačky jsou vybaveny dvěma brousky a to proto aby zajistily stejnoměrné nabroušení obou stran nože do požadovaného úhlu. K řezu dochází v místě pomyslného setkání nože s průpišnicí. Jedná se vlastně o princip řezání v drážce, kde se nůž nedotýká žádné části u podstavy řezačky. Průpišnice je díl řezačky, který zajišťuje průchod nože pod úroveň podstavy řezačky tak, aby byl umožněn střih tímto nožem.

### Kotoučové řezačky s kulatým nožem
Tyto řezačky využívají k řezu kulatých nožů. Kulatý nůž zajistí rovnoměrný řez materiálu. Je vhodný na většinu běžně řezaných materiálů.

### Kotoučové řezačky s vícehranným nožem

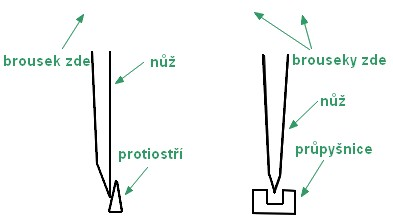
Typy kotoučových nožů pro řezání textilií

tyto řezačky využívají k řezu vícehranných nožů. Každému typu řezačky odpovídá jiný, specifický typ nože. Vícehranný nůž vyžaduje protiostří na podstavě řezačky. Zajišťuje řez podobný nůžkovému střihu, který je odvislý od počtu hran konkrétního nože. Je vhodný u složitěji řezaných materiálů zejména syntetických vláken a jiných, kde je třeba rychlého a efektivního řezu.

## Další informace
Pro tento typ přístroje je nutné provádět pravidelnou revizi, jedná se o elektrické nářadí a takto je nutné k němu přistupovat. Pravidelnou údržbou výrazně prodloužíte životnost řezačky. Konkrétnímu typu řezačky odpovídá i doba max. použitelnost tzn. pro jednosměnné řezy, vícesměnné řezy aj. Také je nutno vzít v potaz vibrace přenášené na obsluhu a hlučnost řezačky.

## Vysvětlení pojmů
- Výkon: elektrický výkon daného typu řezačky (síla řezačky).
- Příkon: elektrický příkon respektive spotřeba elektrické energie řezačky za chodu.
- Napětí: elektrické napětí, které napájí motor (síťové = střídavé AC 230 V, AC 400 V).
- Typ nože: určuje typ použitého nože (např. kulatý či vícehranný – šestihranný, sedmihranný, desetihranný).
- Rozměry nože: např. 100 × 30 × 1 mm tzn. průměr nože 100 mm, vnitřní díra nože 30 mm, tloušťka nože 1 mm (každé značce, typu řezačky odpovídá konkrétní typ nože).
- Hmotnost: hmotnost řezačky bez zapojeného přívodu el. energie (rozdílná dle délky kabelu).
- Výška řezu: maximální možná výška řezu respektive počet vrstev, který je možno uříznout touto řezačkou najednou (jedním tahem řezačky).